# 青木菜な
青木 菜な（あおき なな、1960年2月17日 - ）は、日本の女性声優、ナレーター。大沢事務所所属。東京都出身。旧名は青木 菜奈（読み同じ）。

## 人物
以前はアニマに所属していた。
女子美術大学短期大学部卒業。

## 出演作品

### テレビアニメ
- 魔法のスターマジカルエミ（1985年、香月陽子）[1][4]
- あんみつ姫（1986年、カステラ夫人[5]）

### OVA
- 魔法のスターマジカルエミ 蝉時雨（1986年、香月陽子）
- 魔法のスターマジカルエミ 雲光る（2002年、香月陽子）

### ゲーム
- クーロンズゲート（シンバル女）

### ラジオ
- 記憶の廃墟（ナレーション）
- Tokyo Copywriters' Street（ナビゲーター）

### テレビ
ドラマ
- 春日局（お袖）

バラエティー
- サラリーマンNEO season6（ナレーション）
- 人生が変わる1分間の深イイ話（ボイスオーバー）

その他
- 中一理科（NHK教育、1984年4月から）[3]

### その他
- 川崎市青少年科学館 メガスター星の詩 遠くを見たい（ナレーション）
- 川崎市青少年科学館 メガスター誕生物語（ナレーション）
- ドキュメンタリー映画 じゃあ、また来週!（ナレーション、2005年2月5日）
- 白鳥の湖（朗読）
- ラジオスターレストランへようこそ（ナレーション）